# Oum Touyour
Oum Touyour (în arabă أم الطيور) este o comună din provincia El Oued, Algeria.
Populația comunei este de 11.069 de locuitori (2008).